# Ісабель Фернандес
Марія Ісабель Фернандес Гутьєррес (ісп. María Isabel Fernández Gutiérrez; нар. 1 лютого 1972, Аліканте, Іспанія) — іспанська дзюдоїстка, олімпійська чемпіонка 2000 року, бронзова призерка  Олімпійських ігор 1996 року, чемпіонка світу та шестиразова чнмпіонка Європи, бгаторазова призерка чемпіонатів світу та Європи.

## Виступи на Олімпіадах
| Олімпіада    | Дисципліна | Місце |
| ------------ | ---------- | ----- |
| Атланта 1996 | до 56 кг   | 3     |
| Сідней 2000  | до 57 кг   | 1     |
| Афіни 2004   | до 57 кг   | 5     |
| Пекін 2008   | до 57 кг   | 9     |